# Infosocialismo
El infosocialismo es una filosofía de la socialización de la información creada por David Pulver, Jon F. Zeigler y Sean Punch originariamente para el juego de rol Transhuman Space, aunque ha tenido adherentes en el mundo real.
El infosocialismo parte de la idea de que la información y las ideas son la base de la producción. Cree que las leyes de copyright son inmorales y los derechos de propiedad intelectual deberían ser de una sola entidad o gobierno.

## Fundación ideológica
El corazón de la ideología es que la información es diferente de los bienes materiales ya que puede ser ofrecida sin perder nada. Ya que la información se utiliza para el bien de la humanidad, nadie debería poder reclamar los derechos de una idea. Como ejemplo, si una persona inventa una cura para el cáncer, todos los enfermos de cáncer deberán tener derecho a ella. 
Según sus partidarios cada idea pertenecería a la humanidad en su conjunto.